# Mecedanum reitteri
Mecedanum reitteri is een keversoort uit de familie somberkevers (Zopheridae). De wetenschappelijke naam van de soort werd in 1895 gepubliceerd door Kraatz.